# Монастир Сан-Франциско
18°28′37″ пн. ш. 69°53′08″ зх. д. / 18.47694° пн. ш. 69.88567° зх. д.
Монастир Сан-Франциско (ісп. Monasterio de San Francisco) в Санто-Домінго-де-Гусман, Домініканська Республіка, — руїни монастиря, який був побудований між 1509–1560, з приходом францисканців. Він розташований у колоніальному місті Санто-Домінго і є частиною проголошеного ЮНЕСКО 1990 року колоніального міста як об'єкта Всесвітньої спадщини. Монастир визнаний ЮНЕСКО як перший і найстаріший монастир, побудований в Америці.

## Історія

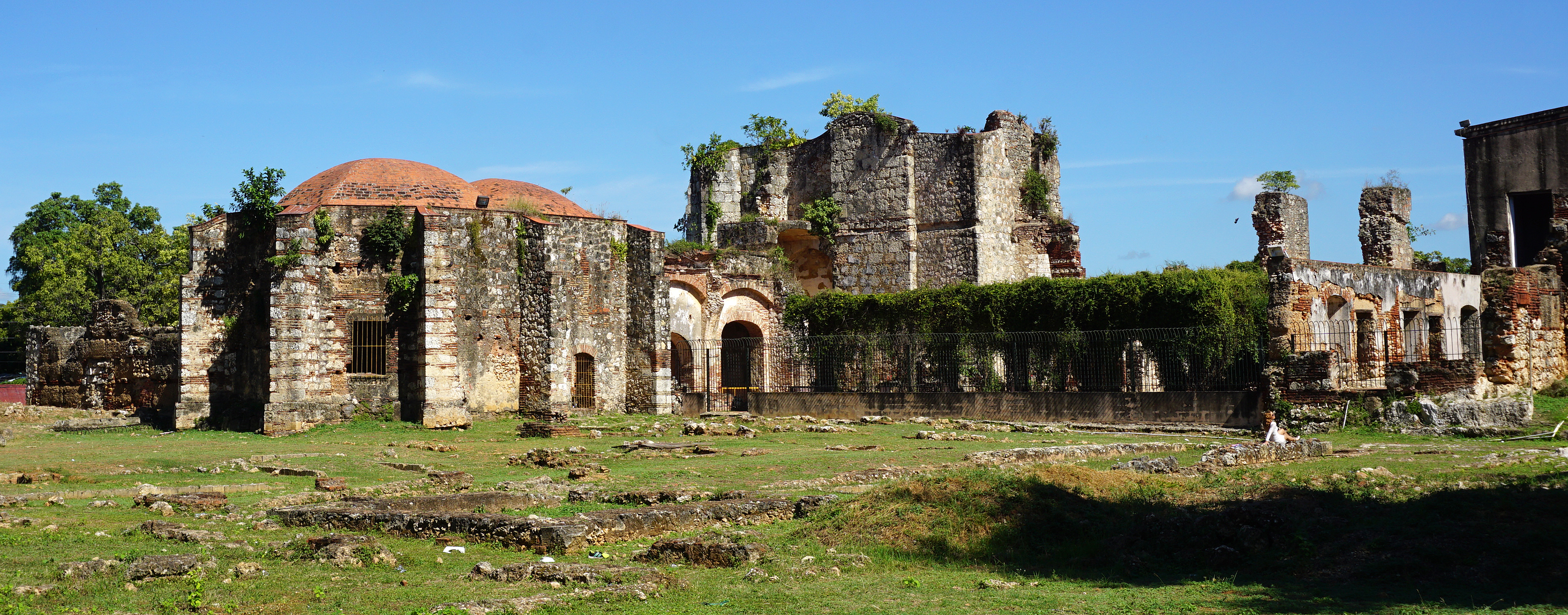

Монастир Сан-Франциско — це проєкт Ніколаса де Овандо. Будівництво почалося з приходом францисканців близько 1509 року. Це був перший монастир у Новому Світі. Будівництво основної частини церкви розпочалося в 1544 році й завершено 23 липня 1556 року. 1586 року його пограбував Френсіс Дрейк. Ремонт закінчили 1664 року, але, за словами істориків, будівлю пошкодили землетруси 1673 та 1751 років.
Алонсо де Охеда був похований біля головного входу в монастир. Його останки перенесли до колишнього монастиря Домініко 12 жовтня 1942 року. Також були знайдені останки Варфоломія Колумба. Після битви при Пало-Інчадо (1808) проти французів, почалася облога Санто-Домінго. Французи розрізали церковні склепіння та побудували дерев'яну артилерійську платформу, яка завалилася після стрільби з гармат.
Будівля використовувалася як психіатричний притулок від 1880-х до 1930-х років. 3 вересня 1930 року ураган Сан-Зенон завдав великої шкоди, і будівлю більше не реконструювали. В даний час руїни використовуються для громадських та культурних заходів, доглядаються та охороняються законом та округом Ефемерідес. Це також одна з ключових будівель, вписаних до офіційної декларації Всесвітньої спадщини 1990 року колоніального міста Санто-Домінго. 

## Галерея

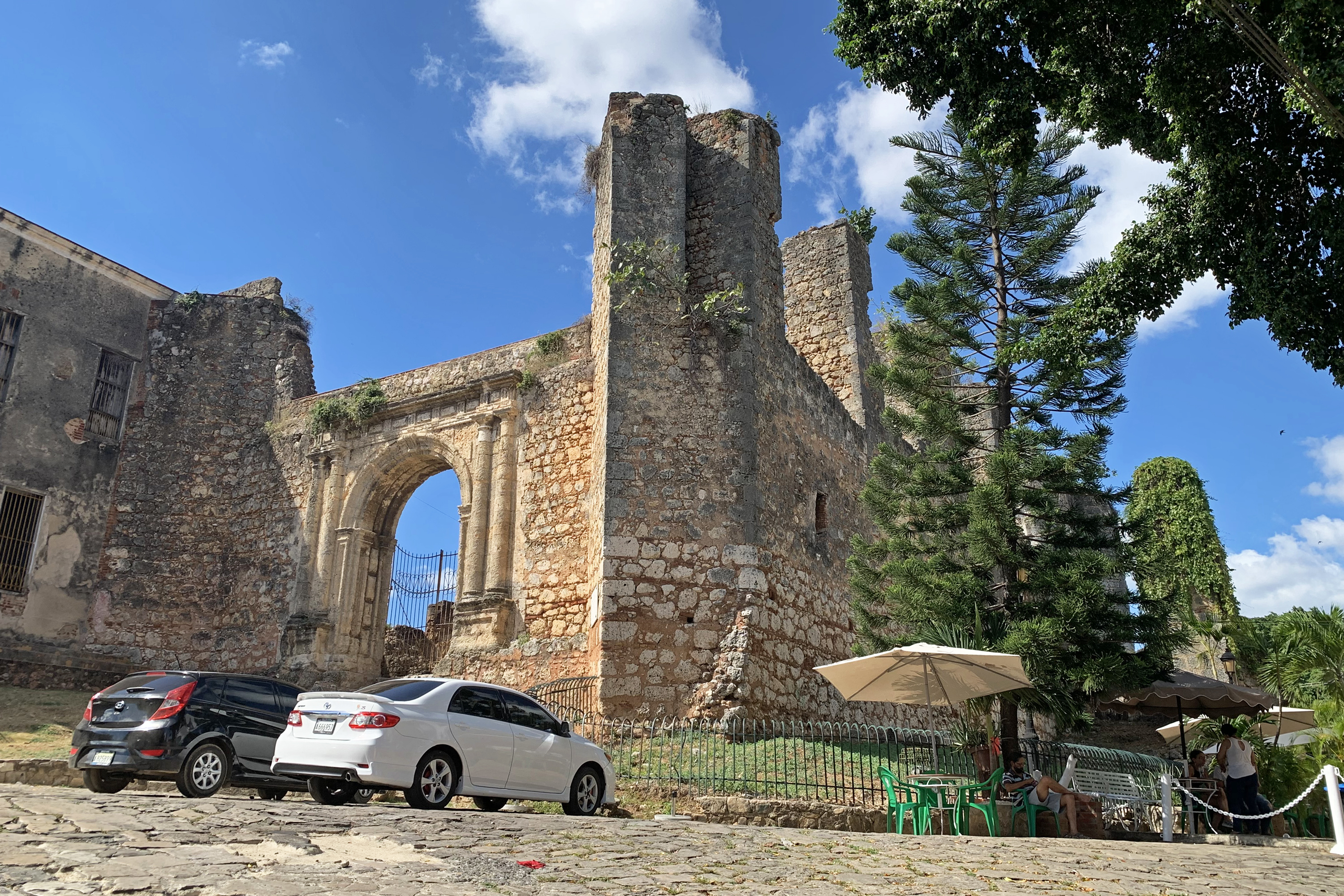
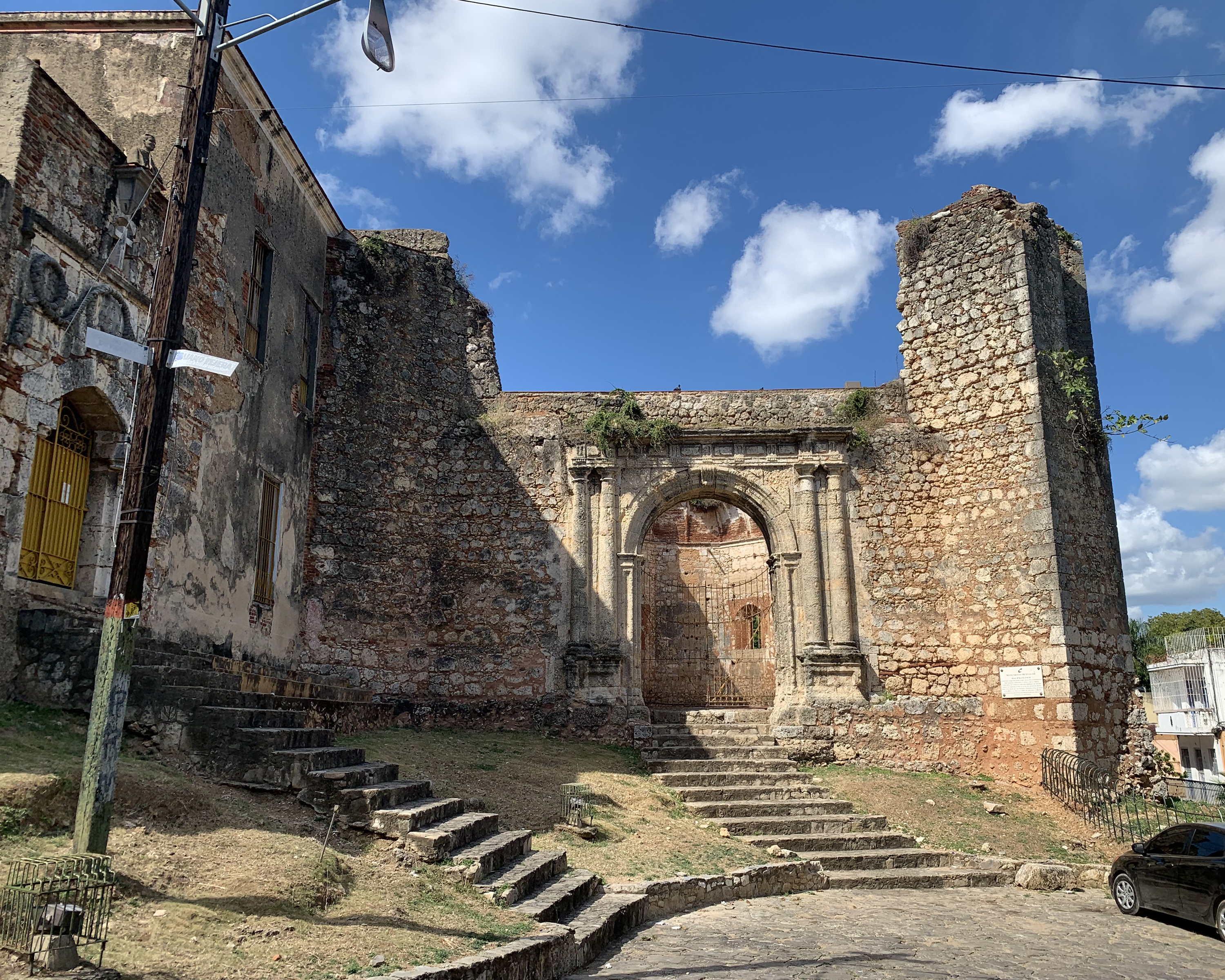
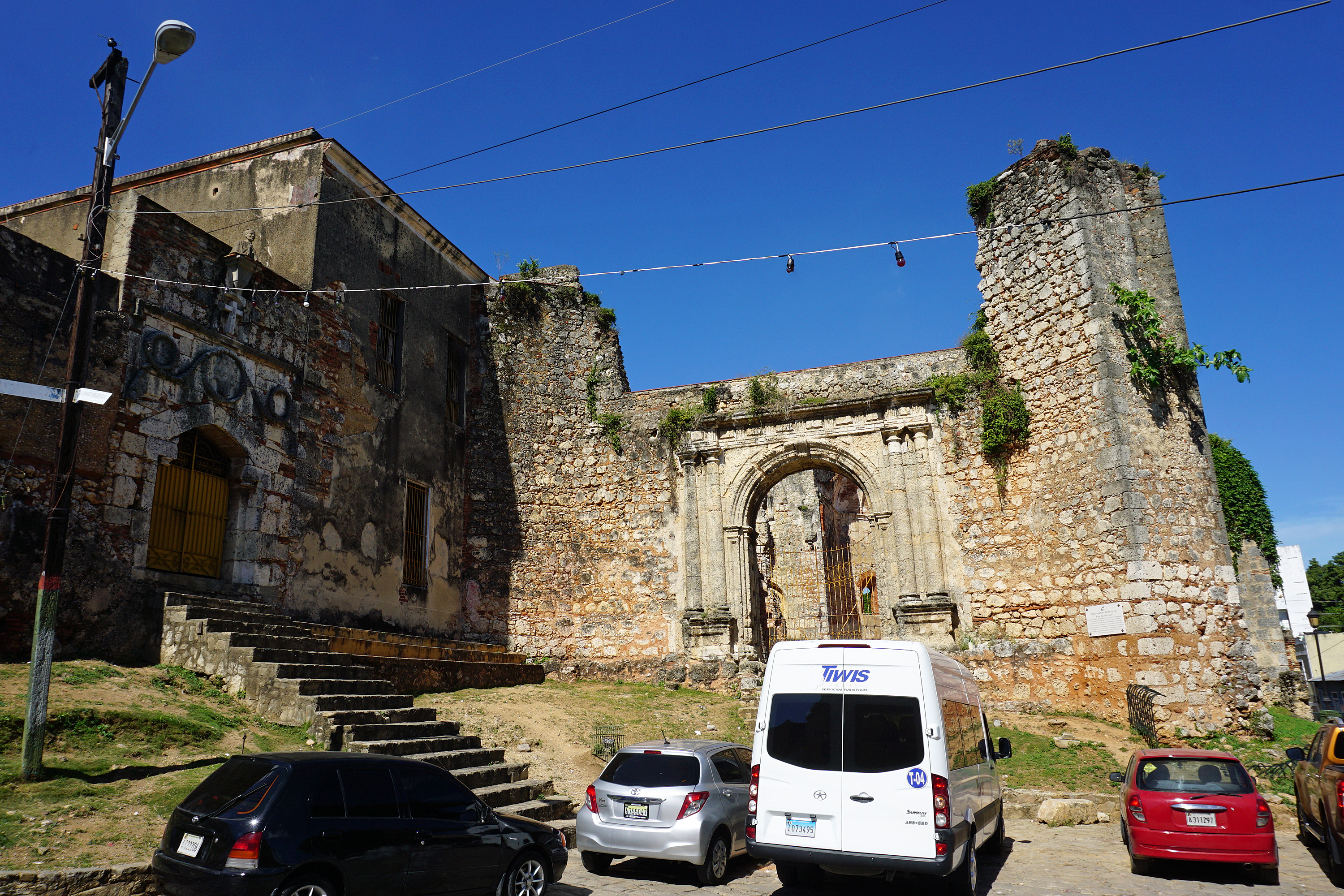
Головний вхід до церкви
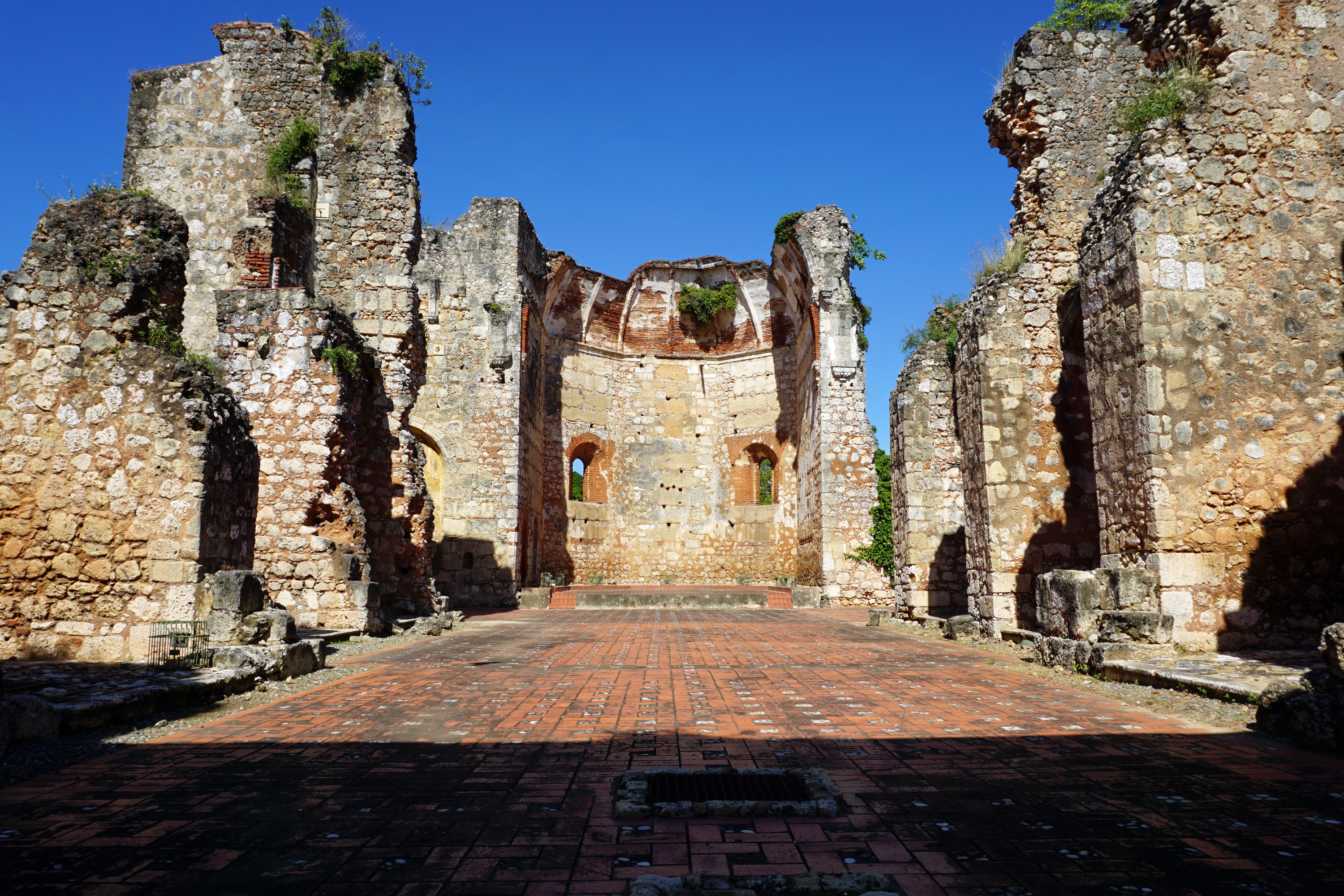
Нава
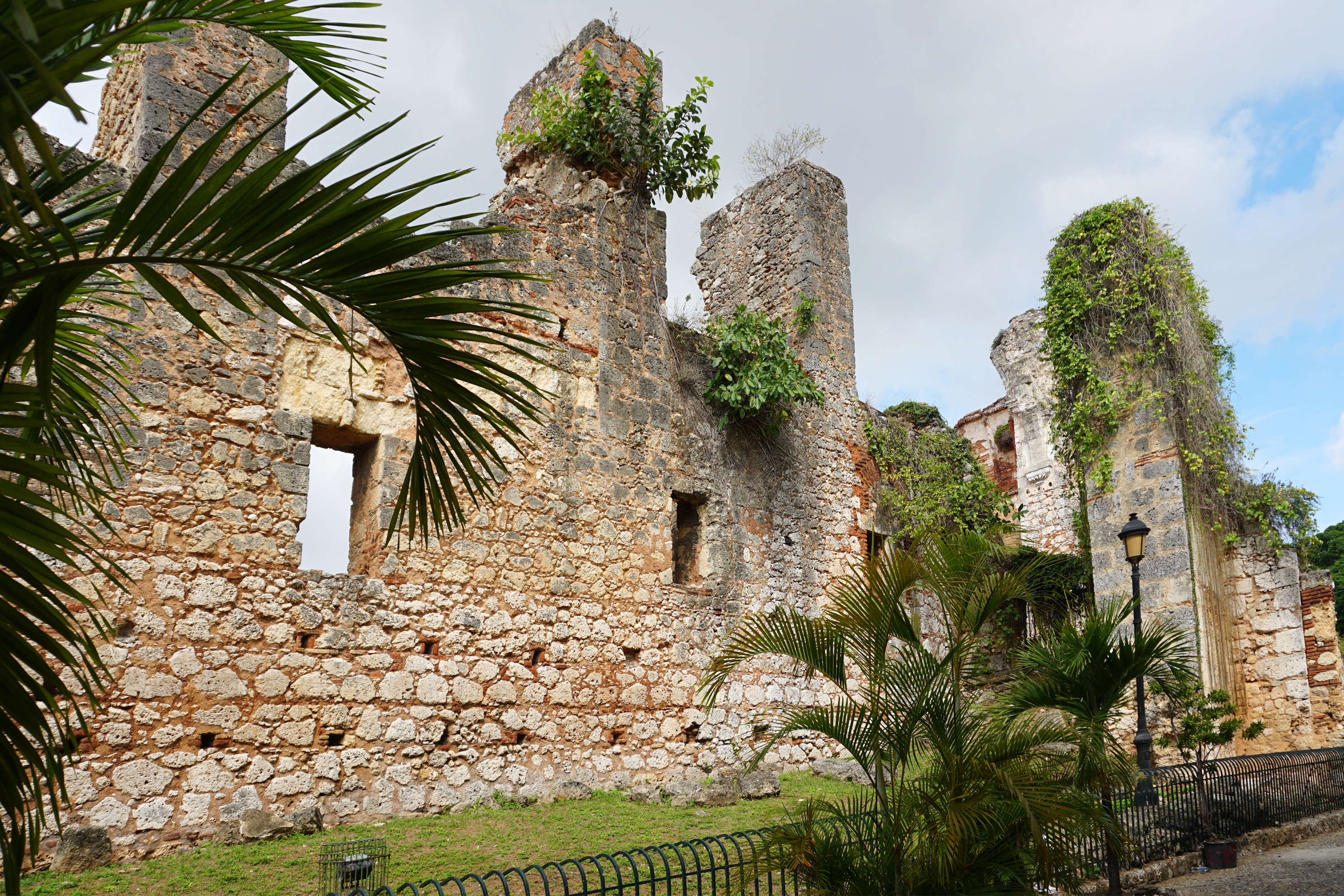
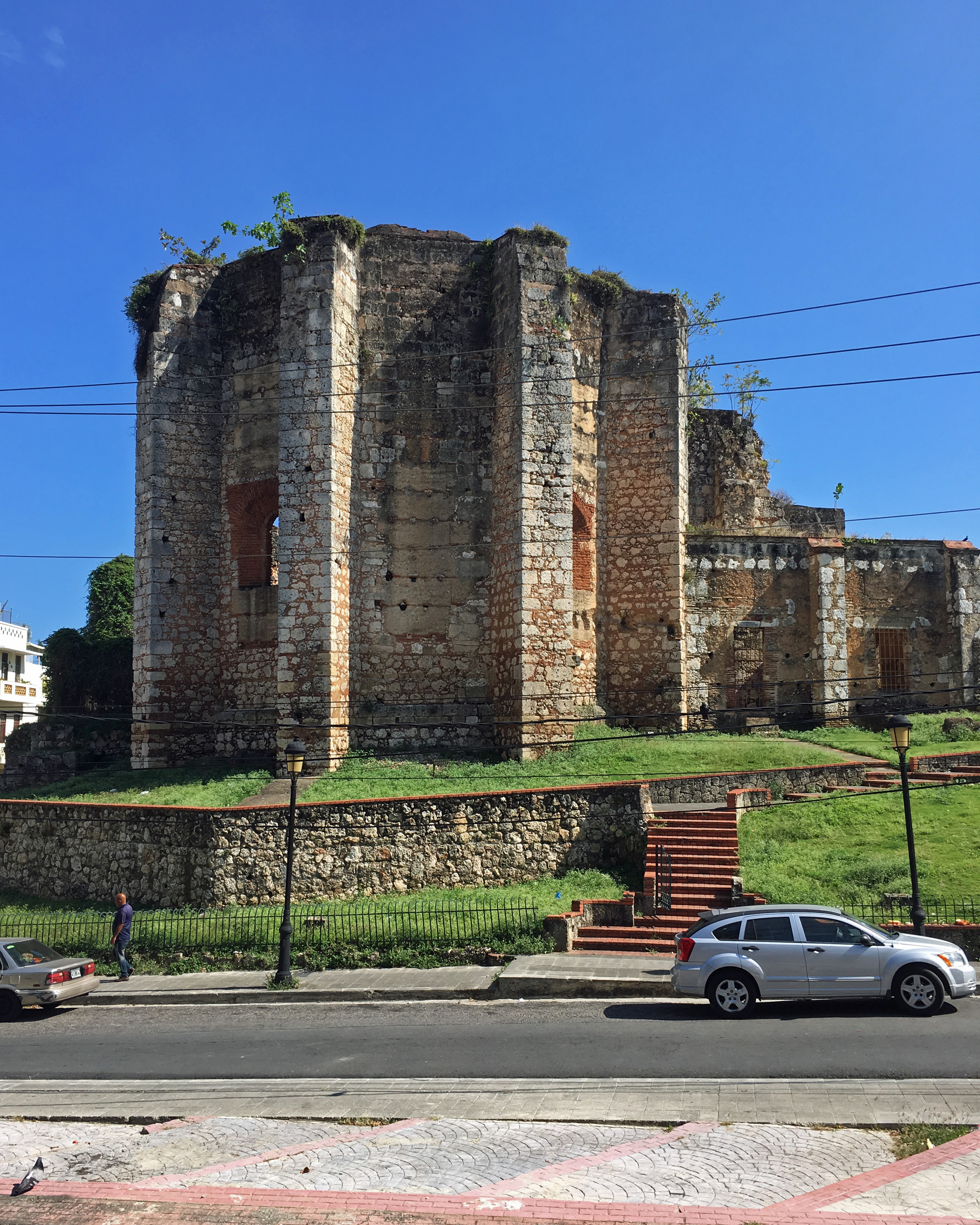
Зовнішній вигляд апсиди головної церкви
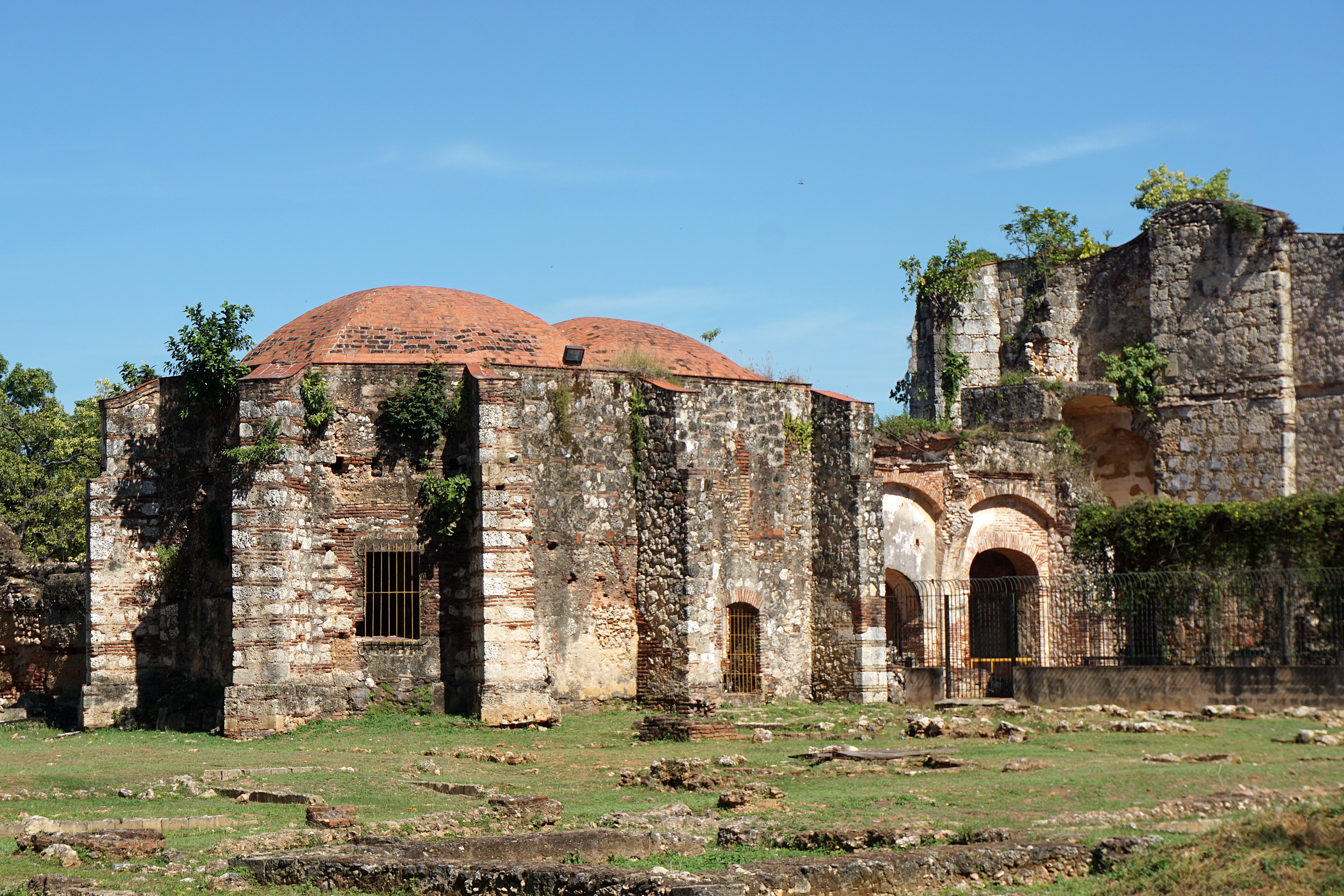
Зовнішній вигляд каплиці
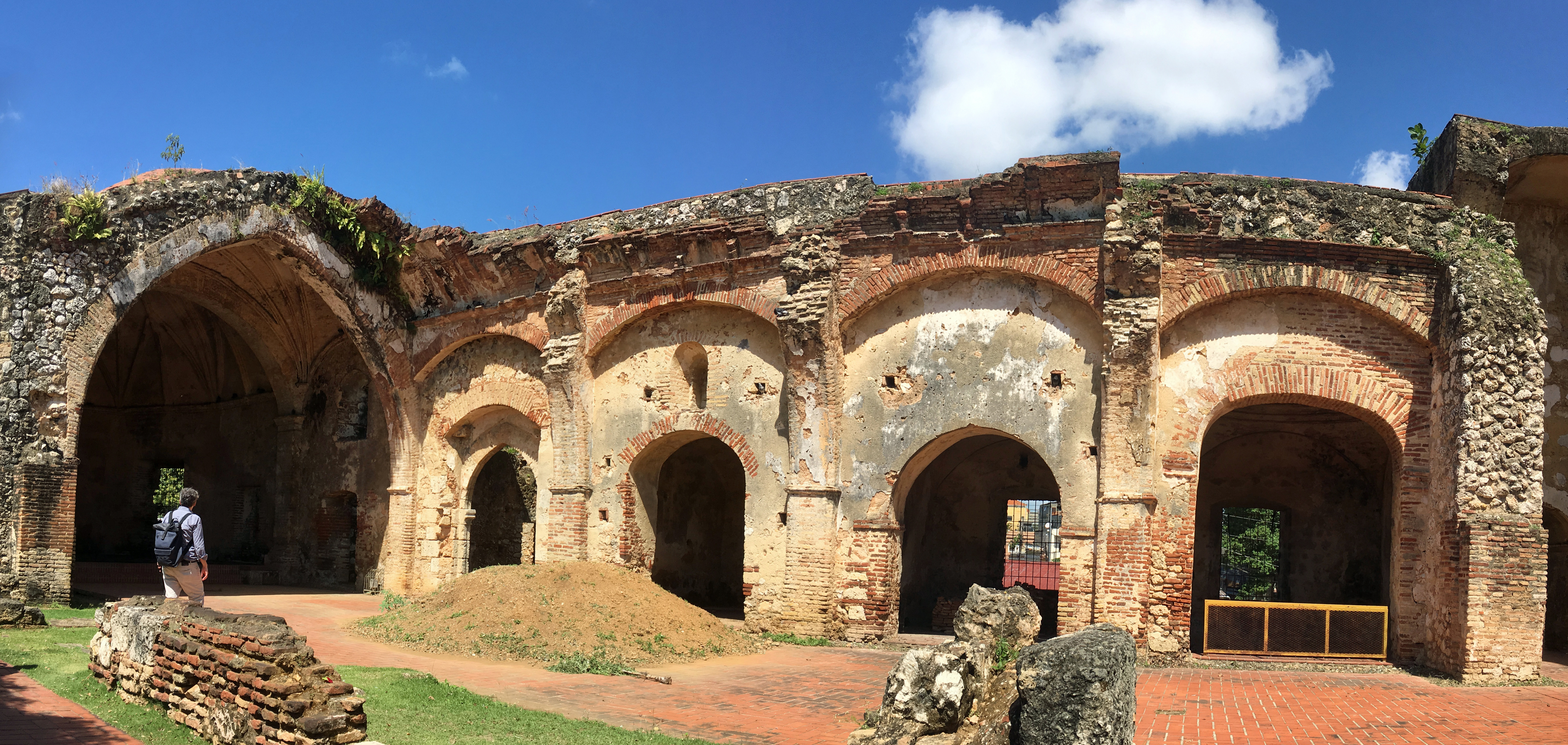
Внутрішній вид каплиці
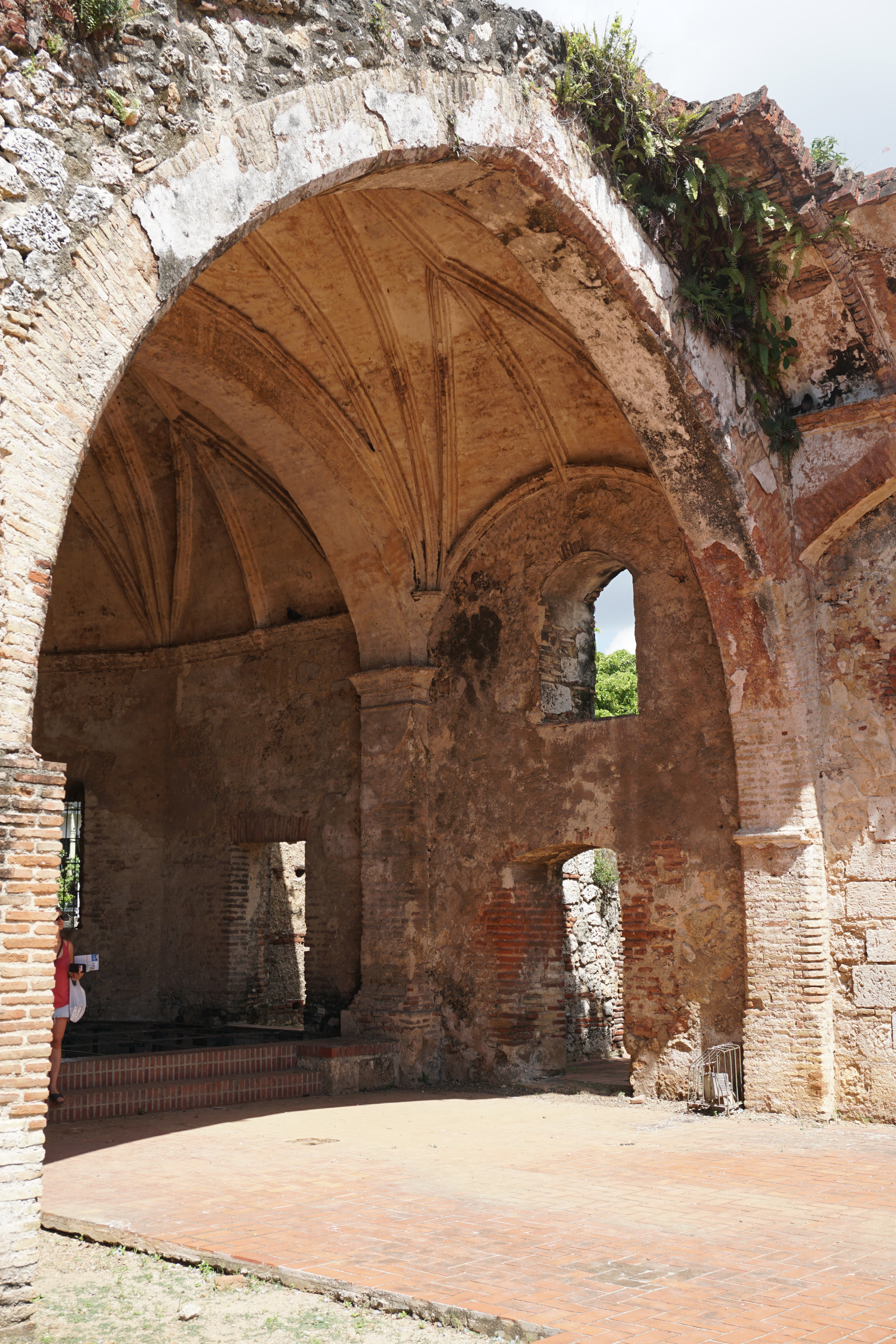
Склепіння каплиці
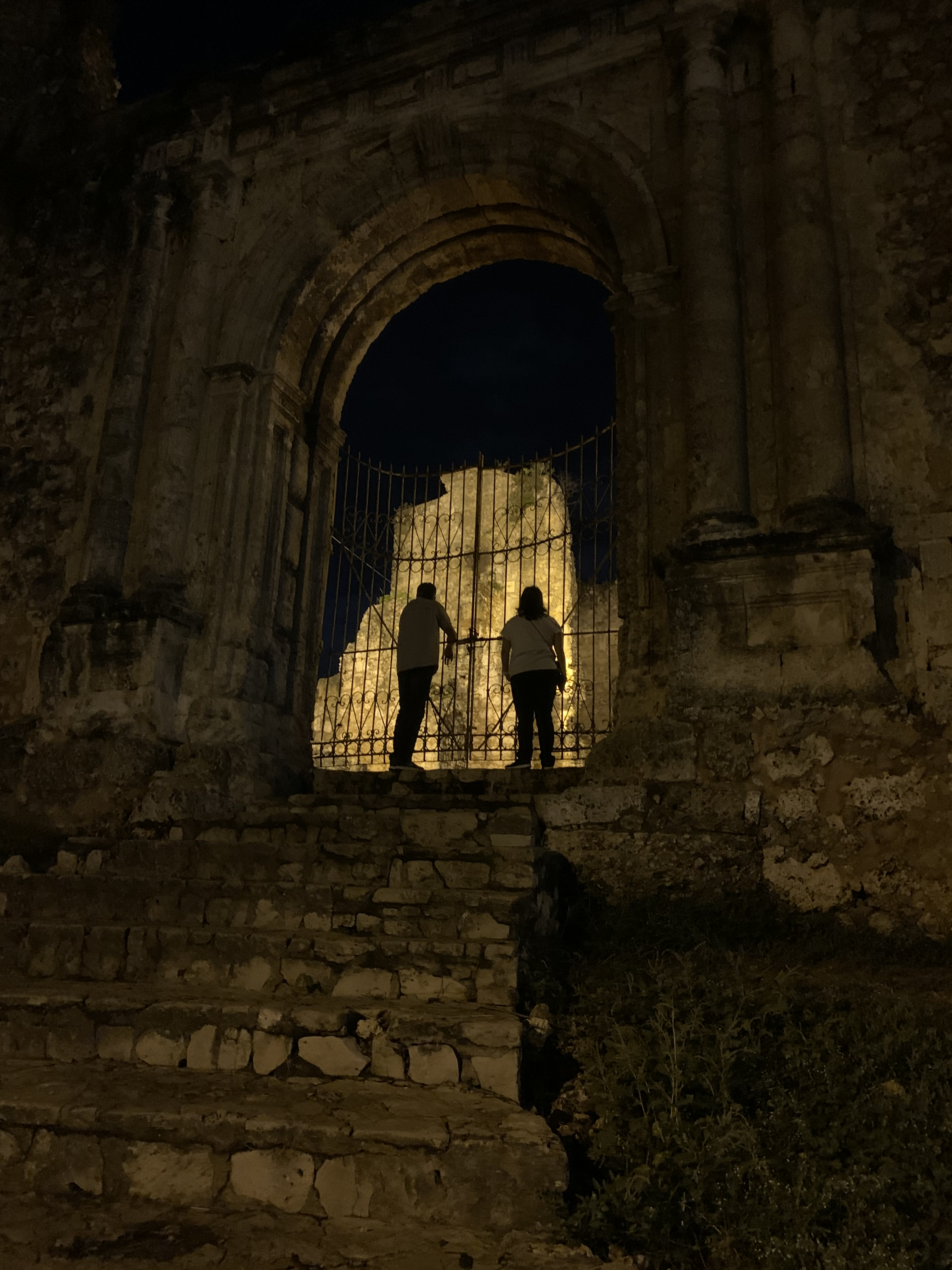
Нічний вид на головні ворота
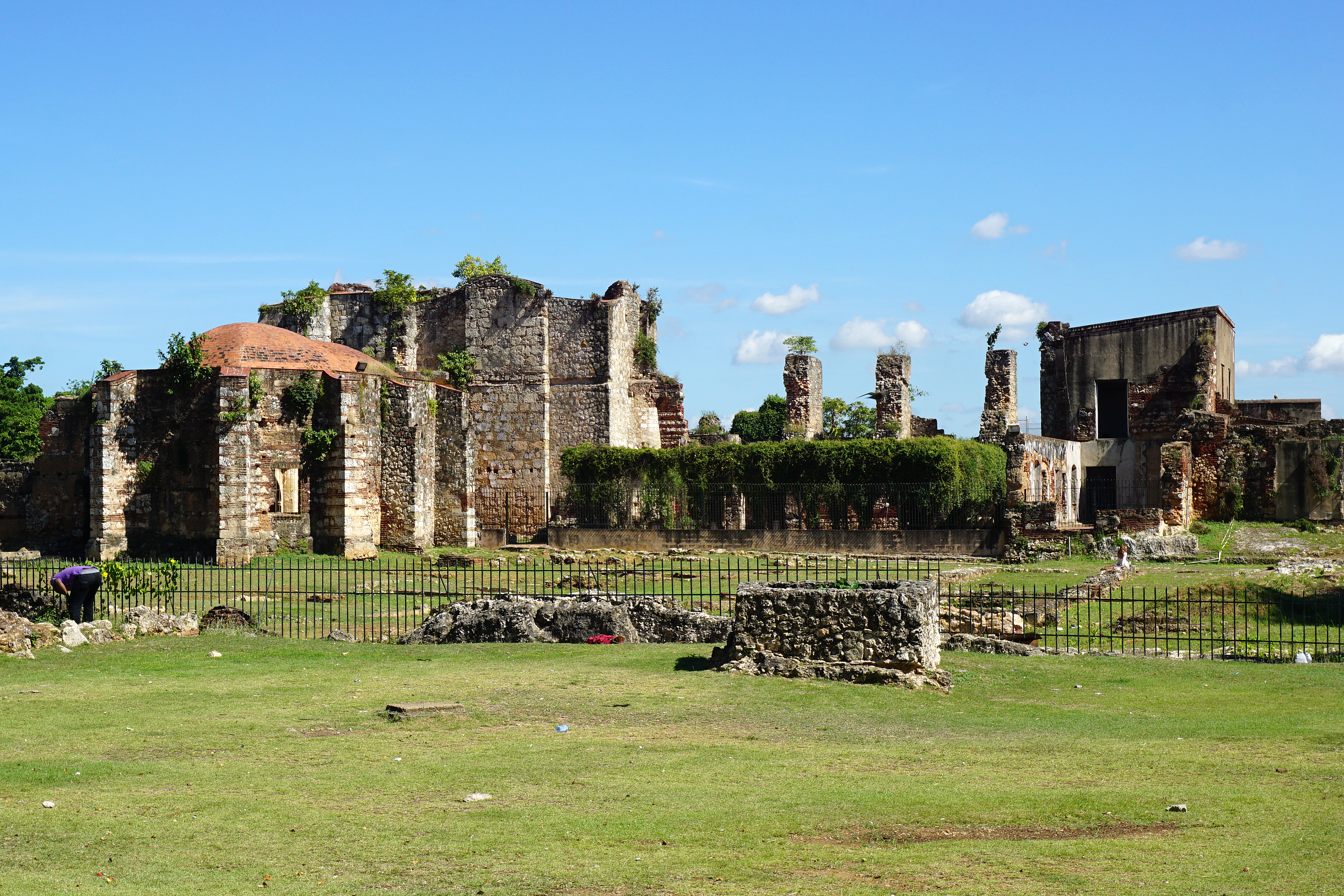
Панорамний краєвид пам'ятки
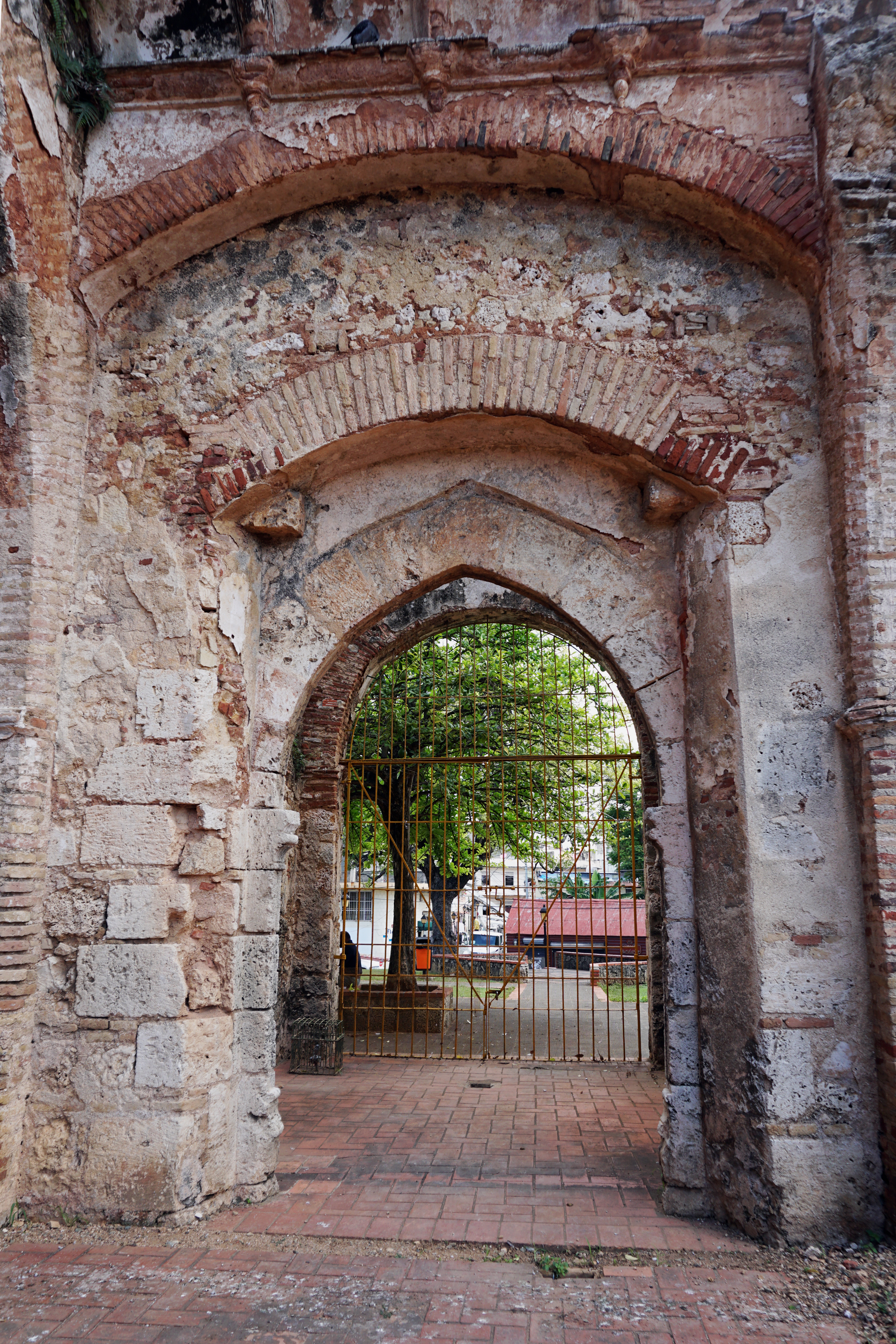